# Lily of the valley
Lily of the valley（リリーオブザバリー）は、かつて存在した日本の女性アイドルグループ。メンバーはドリームキッズ所属。愛称は「リリバリ」である。

## 概要
アイマックスのアイドルプロジェクト「いもうとシスターズ」（ドリームキッズ・バンビーナ事業部所属）のメンバーで平成最後の夏となる2018年8月1日に結成されたアイドルグループで、結成時の5人の平均年齢は13.8歳であった。
グループ名の「Lily of the valley」は日本語でスズランを意味し、その花言葉である「再び幸せが訪れる」がグループのコンセプト。
2024年8月31日をもって活動を終了した。

## 略歴
2018年
8月1日、公式Twitterでグループの結成が発表され、5人の後ろ姿の画像が公開された。翌2日より、西村津希乃、沢村りさ、宮丸くるみ、夏目咲莉愛、尾野寺みさの順に一日に一人ずつメンバーの名前とビジュアルが発表された。メンバーにグループ結成が伝えられたのは5月下旬ごろで、元々は同じ事務所に所属しながら個人で活動していたが、事務所でのオーディションに参加し、選出された。
8月25日、ヴィレッジヴァンガード渋谷本店にて初の活動である1stビジュアルブック「#リリバリ」発売イベントを開催。
10月2日より、公式Twitterでステージ用衣装がメンバーの発表と同じ順に公開された。
10月14日、HMV＆BOOKS SHINSAIBASHIにて初お披露目ミニライブを開催。ライブでは楽曲「エールの言葉」と「オレンジ」が披露された。
10月21日、ヴィレッジヴァンガード渋谷本店にて東京でのお披露目ライブを開催。
11月18日、代官山・SPACE ODDにて「Lily of the valley 1stワンマンライブ 〜みんなに幸せを届けたい〜」を開催。翌年5月1日に2ndワンマンライブを開催することを発表。
2019年
5月1日、渋谷・duo MUSIC EXCHANGEにて「Lily of the valley 2ndワンマンライブ 〜鈴の和〜」を開催。同ライブにて初のミュージック・ビデオ「鈴の音」が公開された。また、新しい登場曲と新衣装、楽曲「いまよりもっと」と「夜空に咲いた花」を初披露。さらに、大阪、名古屋、東京の東名阪ツアーの開催が決定。
5月11日、shibuya eggmanにてアクアノート、君の隣のラジかるんとともにスリーマンライブを開催。この3組は「新世代トリオ」と評され、9月にはアパレルブランド「HTML ZERO3」より3組をモチーフとしたTシャツを販売するコラボ企画も行われた。
6月15日、TOKYO IDOL FESTIVAL2019に先立って行われた「TIF2019メインステージ争奪LIVE〜前哨戦〜」に出演。ライブはニコニコ生放送でも配信されていたが、Lily of the valleyの出演時に配信で音が流れないという機材トラブルが発生し、再度やり直しのライブを行うこととなった。結果、ニコ生投票にて1位を獲得するも、最終発表ではchuLaと真っ白なキャンバスが勝ち上がり、決勝戦への進出は逃すこととなった。
7月24日、AKIBAカルチャーズ劇場にて初の定期公演を開催。
8月2日より4日まで、TOKYO IDOL FESTIVAL 2019に初出場。「アイドル女流写真展NO1決定戦」の決勝5名に宮丸くるみが登壇。「TIF mobileトークステージ 」に宮丸くるみ、西村津希乃が出演し、優勝。
9月22日、初の東名阪ツアー「Lily of the valley 東名阪ツアー 〜想いは届く〜」の初日である大阪公演をROCKTOWNにて開催。続く29日に名古屋公演をX-HALL-ZENにて、翌月20日にツアーファイナルである東京公演をTOKYO FM HALLにて開催。東京公演では新曲「ガールズトーク」と「Hello 夢を」を初披露したほか、翌年5月2日に神田明神ホールにて4thワンマンライブが開催されることが発表された。
2020年
1月2日、ニューイヤープレミアムパーティー2020に出演。@JAMとタワーレコードによるレーベル「MUSIC@NOTE」への加入と今春のCDリリースを発表。
3月14日より、音楽配信サイトにて14曲のサブスクリプション配信を順次開始。初回は「エールの言葉」に加え、3月29日での東京定期公演での初披露に先駆けて「ニーハイ」が配信された。
4月22日、新型コロナウイルス感染拡大に際し、翌月2日に開催予定であった4thワンマンライブの公演中止を発表。
9月18日、TOKYO IDOL FESTIVAL オンライン 2020と週刊SPA!のコラボによる「水着でアイドル頂上決戦」に宮丸くるみが出場することが決定。投票バトルは29日発売の「週刊SPA!」に合わせて開始され、翌月7日での中間発表では3位となるも、優勝者は転校少女*の松井さやかに決定した。
11月15日、SHIBUYA DESEOにて240日ぶりの有観客ライブとなる「Lily of the valley復活ライブ〜返り咲きサンダーロード東京編～」を開催。続く22日には「名古屋編」をX-HALL-ZENにて、翌月13日には「最終章大阪編」をROCKTOWNにて開催。
2021年
2月7日、神田明神ホールにて「Lily of the valley 4thワンマンライブ 〜RayMay〜」を開催。新衣装の披露と、「MUSIC@NOTE」より初の全国流通シングル「ちーーーーー」の発売が決定。昨年1月2日の発表から新型コロナウイルスによる延期を伴い、1年を経ての発表となった。
2月14日、既存曲計14曲を再レコーディングにて収録した1stアルバムCD「リリバム」を発売。同日には「Lily of the valley 1st Albumセットお渡し会」も開催された。
3月30日、1stシングル「ちーーーーー」を発売。オリコンデイリーチャートにて3位を獲得。
5月3日、新宿ReNYにて「Lily of the valley 3rd Anniversary Live『リリバリの誕生前夜』」を開催。新衣装に加え、新曲「誕生前夜」「生誕・再」「リリバリダ」「rain melody」「Fighting flag」の5曲を初披露。また、夏目咲莉愛のメンバーカラーが「ブルー」から「パープル」に変更。5日に新曲「誕生前夜」のミュージックビデオの公開と、10月17日にワンマンライブの開催を発表。
6月26日、初のフリーライブ「FREE of the valley」を開催。ニューシングル「誕生前夜」のリリースを発表。翌月3日よりリリースイベントも開始された。
7月17日、「流星ビュンビュン東名阪ツアー2021 〜リリバリの夏は終わらない！〜」の開催が決定。8月22日に初日となる大阪公演がROCKTOWNにて開催される予定であったが、8月16日にメンバー1名に新型コロナウイルスの陽性反応が確認されたため、開催の延期が発表された。
8月9日、自身の生誕祭にて尾野寺みさがグループのリーダーに就任することを発表。
9月12日、「流星ビュンビュン東名阪ツアー2021 〜リリバリの夏は終わらない！〜」名古屋公演をX-HALL-ZENにて開催。新曲「9月の風」を初披露。
9月21日、2ndシングル「誕生前夜」を発売。オリコンデイリーチャートにて1位を獲得。
10月3日、TOKYO IDOL FESTIVAL 2021でのイベント「痛快TVスカッとジャパン出演権争奪！女優グランプリ決勝戦」に尾野寺みさが出場。
10月8日、宮丸くるみが体調不良により活動休止を発表。
10月17日、「流星ビュンビュン東名阪ツアー2021 〜リリバリの夏は終わらない！〜」東京公演をShibuya O-WESTにて開催。延期となっていた大阪公演の振替公演が決定。
11月30日、宮丸くるみのグループ卒業と芸能界引退、および現体制の終了を発表。
12月5日、「流星ビュンビュン東名阪ツアー2021 〜リリバリの夏は終わらない！〜」大阪振替公演をFANJ twiceにて開催。
12月27日、神田明神ホールにて「Lily of the valley 充電直前ワンマンライブ Seeds for the Future」を開催。新メンバーオーディションの開催と、5月1日にVeats Shibuyaにて新体制初のワンマンライブを行うことを発表。
2022年
4月9日、新メンバー星乃るな、蒼羽海の加入を発表。
5月1日、東京・Veats Shibuyaにて新体制初ライブ「閃光突破」を開催。新メンバーを加えた6人体制に加え、新衣装と新曲「LOV」を初披露。さらに、主催定期イベント「リリバリズム」の翌年5月までのスケジュールが発表された。
8月6日、沢村りさと夏目咲莉愛が新型コロナウイルスの陽性と診断されたことを報告。この為、翌7日に開催のTOKYO IDOL FESTIVAL 2022は残る4名のメンバーで出演することとなった。同イベントにて行われた「TIFコスプレステージ」では西村津希乃がゲストアイドルとして出演し、コスプレ姿を披露した。
8月19日、西村津希乃が体調不良により活動休止を発表。
9月1日、10月1日の単独公演をもって夏目咲莉愛のグループ卒業を発表。
10月1日、恵比寿CreAtoにて開催された「夏目咲莉愛卒業公演」をもって夏目咲莉愛がグループを卒業。楽曲「9月の風」の配信の開始とミュージック・ビデオを公開。
10月5日、活動休止中であった西村津希乃の復帰を発表。
11月8日、12月に予定していた主催ライブをもって沢村りさの卒業を発表。
12月10日、「沢村りさ卒業公演」をもって、沢村りさがグループを卒業。
12月30日、恵比寿CreAtoにて開催された｢新衣装公開SP Live｣にて新衣装を初公開。
2023年
1月27日、2/25(土)Lily of the valley定期公演『リリバリズム』にて新曲「3月33日」の初披露を発表。
3月9日、3/18(土)定期公演『リリバリズム』にて新メンバーのお披露目を発表。
3月10日、新メンバー姫川ゆりの発表およびビジュアルを公開。
4月2日、Music Video「3月33日」が公開。
5月1日、新メンバー星れいらの発表およびビジュアルを公開。
5月3日、『新メンバー“星れいら”お披露目SPライブ』にて新曲「マリー・マリオネット」を初披露。
5月8日、新曲「マリー・マリオネット」のサブスク配信開始。同日にMVも公開された。
6月9日、西村津希乃の脱退を発表。
7月2日、SHIBUYA RINGにて定期公演『キリキリキリンジ』#1を開催。新曲「未完成アイソタイプ」を初披露。また、10月14日に池袋Studio Mixaにてワンマンライブ『ぴぐまりおん！！』を開催することを発表。
7月28日、新曲「未完成アイソタイプ」のサブスク配信開始。
9月1日、Lupinusの楽曲をリアレンジした新曲「タイムトラベル」のサブスク配信開始。
10月14日、池袋Studio Mixaにてワンマンライブ『ぴぐまりおん!!』を開催。新曲「華とアトリビュート」の初披露と2024年5月1日、渋谷WWWにてワンマンライブの開催が発表された。
10月15日、新曲「華とアトリビュート」のサブスク配信開始。
2024年
1月14日、定期公演『VIVA LA VALLEY vol.1』にて新曲「Notre espoir」を初披露。
2月18日、定期公演『VIVA LA VALLEY vol.2』にて2024年8月をもって活動終了することを発表。また、ワンマンライブのタイトル『パンドラの鐘』と翌2月19日に「Notre espoir」のサブスク配信開始することを発表。
3月3日、定期公演『VIVA LA VALLEY vol.3』にて新曲「virtual addiction」を初披露。
3月26日、新曲「virtual addiction」のサブスク配信開始。
4月10日、メンバーの星れいらが入院療養のため活動休止することを発表。
5月1日、渋谷WWWにてワンマンライブ『パンドラの鐘』を開催。新曲「Licht」を初披露。Last東名阪ツアー「万感」とLAST Liveの開催が発表された。
5月25日、療養中であった星れいらが活動再開。
6月3日、新曲「Licht」のサブスク配信開始。
6月29日、Last東名阪ツアー『万感-名古屋公演-』にて新曲『万感』を初披露。
8月31日、池袋harevutaiにて『Lily of the valley LAST LIVE』を開催。活動に幕を下ろした。。

## メンバー
| 名前                     | 愛称       | 生年月日（年齢）       | 出身地   | 身長  | 加入      | 担当色             |
| ------------------------ | ---------- | ---------------------- | -------- | ----- | --------- | ------------------ |
| 尾野寺みさ おのでら みさ | みさっち   | 2002年8月14日（23歳）  | 大阪府   | 154cm | 2018年8月 | 赤                 |
| 星乃るな ほしの るな     | るなちゃん | 2003年1月20日（22歳）  | 東京都   | 155cm | 2022年5月 | ベビーピンク       |
| 蒼羽海 あおば うみ       | あおたん   | 2003年9月11日（21歳）  | 神奈川県 | 164cm | 2022年5月 | ライトブルー       |
| 姫川ゆり ひめかわ ゆり   | 姫ちゃん   | 2004年5月13日（21歳）  | 愛知県   | 155cm | 2023年3月 | 紫                 |
| 星れいら ほし れいら     | れいら     | 2000年12月22日（24歳） | 東京都   | 158cm | 2023年5月 | ターコイズグリーン |

### 旧メンバー
| 名前                       | 生年月日（年齢）       | 出身地 | 身長    | 担当色 | 脱退         |
| -------------------------- | ---------------------- | ------ | ------- | ------ | ------------ |
| 宮丸くるみ みやまる くるみ | 2002年12月25日（22歳） | 大阪府 | 167cm   | ピンク | 2021年11月   |
| 夏目咲莉愛 なつめ さりあ   | 2004年6月19日（21歳）  | 大阪府 | 149.3cm | 青→紫  | 2022年10月   |
| 沢村りさ さわむら りさ     | 2003年12月8日（21歳）  | 大阪府 | 155cm   | 緑     | 2022年12月   |
| 西村津希乃 にしむら つきの | 2007年2月25日（18歳）  | 大阪府 | 155cm   | 黄色   | 2023年6月9日 |

## 作品
順位はオリコン週間ランキング最高位。

### シングル
| #                | タイトル     | 発売日        | 販売形態   | 備考 | 順位       |            |
| MUSIC@NOTE       | MUSIC@NOTE   | MUSIC@NOTE    | MUSIC@NOTE | MUSIC@NOTE | MUSIC@NOTE | MUSIC@NOTE |
| ---------------- | ------------ | ------------- | ---------- | --- | ---------- | ---------- |
| 1                | ちーーーーー | 2021年3月30日 | CD         | 1. ちーーーーー 作詞・作曲：鈴木まなか、宮澤樹生、編曲:宮澤樹生 2. ファンファーレ 作詞：NOBE、作曲・編曲：菊谷知樹 | 21位       |            |
| ロックフィールド |              |               |            | |            |            |
| 2                | 誕生前夜     | 2021年9月21日 | CD         | - 誕生前夜 作詞：只野菜摘、作曲：浅野尚志 関西テレビ『ちゃちゃ入れマンデー』9月度エンディングテーマ。 - rain melody 作詞：NOBE、作曲：浅野尚志 - リリバリダ（A盤のみ） 作詞：只野菜摘、作曲：浅野尚志 - fighting flag（B盤のみ） 作詞：NOBE、作曲：浅野尚志 - 生誕・再（C盤のみ） 作詞：只野菜摘、作曲：浅野尚志 | 14位       |            |

### アルバム
| # | タイトル | 発売日        | 販売形態 | 収録内容 |
| - | -------- | ------------- | -------- | --- |
| 1 | リリバム | 2021年2月14日 | CD       | 1. エールの言葉 作詞：白夢伽夜、作曲：ねんね 2. オレンジ 作詞・作曲：Dreamkids 3. 幸福ご飯 作詞：白夢伽夜、作曲：ねんね 4. only one 作詞・作曲：Dreamkids 5. シリウスなキミ 作詞・作曲：ねんね 6. 鈴の音 作詞・作曲：ねんね 7. フィルム 作詞・作曲：ねんね 8. 自分の答え 作詞・作曲：すえくん 9. 夜空に咲いた花 作詞・作曲：すえくん 10. いまよりもっと 作詞・作曲：すえくん 11. Hello 夢を 作詞：コバヤシユウジ、Lily of the valley、作曲：コバヤシユウジ、編曲：佐久間薫 12. ガールズトーク 作詞・作曲：DreamKids 13. 夢世界ナイティナイト 作詞：すえくん、作曲：樂 14. ニーハイ 作詞・作曲：中山紀代彦 |

### 配信限定楽曲
| #         | タイトル             | 配信開始日     | 作詞                 | 作曲               | 編曲               | 備考                      |
| DreamKids | DreamKids            | DreamKids      | DreamKids            | DreamKids          | DreamKids          | DreamKids                 |
| --------- | -------------------- | -------------- | -------------------- | ------------------ | ------------------ | ------------------------- |
| 1         | LOV                  | 2022年8月6日   | 只野菜摘             | 浅野尚志           | 浅野尚志           |                           |
| 2         | サマサマサン         | 2022年8月6日   | 渡邉俊彦             | 渡邉俊彦           |                    |                           |
| 3         | 9月の風              | 2022年9月30日  | NOBE                 | 浅野尚志           | 浅野尚志           |                           |
| 4         | 3月33日              | 2023年4月26日  | 只野菜摘             | 浅野尚志           |                    |                           |
| 5         | マリー・マリオネット | 2023年5月8日   | 有馬えみり           | 浅野尚志           |                    |                           |
| 6         | 未完成アイソタイプ   | 2023年7月28日  | 早川博隆             | 早川博隆・浅野尚志 | 早川博隆・浅野尚志 |                           |
| 7         | タイムトラベル       | 2023年9月1日   | Shogo                | Shogo・早川博隆    | 河原レオ           | Lupinusの楽曲をリアレンジ |
| 8         | 華とアトリビュート   | 2023年10月15日 | 青とコロネ           | ENPITU             | ENPITU             |                           |
| 9         | Notre espoir         | 2024年2月19日  | 青とコロネ・南雲祐介 | Toki・南雲祐介     | Toki               |                           |
| 10        | virtual addiction    | 2024年3月26日  | 小笠原淳青           | 小笠原淳青         | 小笠原淳青         |                           |
| 11        | Licht                | 2024年6月3日   | 青とコロネ           | Toki・南雲祐介     | Toki・南雲祐介     |                           |

### 映像作品
| # | タイトル                                                         | 発売日         | 販売形態 |
| - | ---------------------------------------------------------------- | -------------- | -------- |
| 1 | Lily of the valley 1st Oneman Live at SPACE ODD                  | 2019年5月1日   | DVD      |
| 2 | Lily of the valley 3rd Anniversary Live DVD｢リリバリの誕生前夜」 | 2021年10月17日 | DVD      |

## ライブ・イベント

### ワンマンライブ・ツアー
- Lily of the valley 1stワンマンライブ 〜みんなに幸せを届けたい〜（2018年11月18日、代官山・SPACE ODD）- 初のワンマンライブ。
- Lily of the valley 2ndワンマンライブ 〜鈴の和〜（2019年5月1日、渋谷・duo MUSIC EXCHANGE）[9]
- Lily of the valley 東名阪ツアー 〜想いは届く〜（2019年9月22日:大阪・ROCKTOWN、9月29日:名古屋・X-HALL -ZEN-、10月20日:東京・TOKYO FM HALL）[93]
- Lily of the valley 復活ライブ〜返り咲きサンダーロード東京編〜（2020年11月15日、渋谷・SHIBUYA DESEO）
- Lily of the valley 復活ライブ〜返り咲きサンダーロード名古屋編〜（2020年11月22日、名古屋・X-HALL -ZEN-）
- Lily of the valley 復活ライブ〜返り咲きサンダーロード最終章大阪編〜（2020年12月13日、大阪・ROCKTOWN）
- Lily of the valley 4thワンマンライブ 〜RayMay〜（2021年2月7日、神田明神ホール）
- Lily of the valley 3rd Anniversary Live 「リリバリの誕生前夜」（2021年5月3日、新宿ReNY）
- Lily of the valley 流星ビュンビュン東名阪ツアー2021 〜リリバリの夏は終わらない！〜（2021年9月12日:名古屋・X-HALL -ZEN-、10月17日:渋谷・Shibuya O-WEST、12月5日:大阪・FANJ twice）- 大阪は振替公演。
- Lily of the valley 充電直前ワンマンライブ Seeds for the Future（2021年12月27日、神田明神ホール）
- Lily of the valley復活ライブ「閃光突破」（2022年5月1日、東京・Veats Shibuya）
- Lily of the valleyワンマンライブ『ぴぐまりおん!!』（2023年10月14日、池袋Studio Mixa）
- Lily of the valleyワンマンライブ『パンドラの鐘!』（2024年5月1日、渋谷WWW）
- Lily of the valley Last東名阪ツアー『万感-名古屋公演-』（2024年6月29日、名古屋・X-HALL -ZEN-）
- Lily of the valley Last東名阪ツアー『万感-大阪公演-』（2024年7月28日、大阪・Yogibo META VALLEY）
- Lily of the valley Last東名阪ツアー『万感-東京公演-』（2024年8月30日、東京・代官山UNIT）
- Lily of the valley Last Live（2024年8月31日、池袋harevutai）

### イベント・参加ライブ
主なもの
2018年
- 1stビジュアルブック「#リリバリ」お渡し会（8月25日、ヴィレッジヴァンガード渋谷本店）- 初のイベント[94] 。
- お披露目ミニライブ＆特典会（10月14日、HMV＆BOOKS SHINSAIBASHI）- 初のライブ。
- お披露目ミニライブ＆特典会（10月21日、ヴィレッジヴァンガード渋谷本店）
- ゲキモリdeパーリナイvol.13（10月28日、代官山SPACE ODD）- 初の対バンライブ。
- SHIBUYAアルティメットハロウィン2018（10月29日、渋谷ストリームホール）
- 大好きな君に会いにいく〜I FES SP〜（12月9日、TOKYO FM HALL）
- MX IDOL FESTIVAL Vol.5（12月15日、マイナビBLITZ赤坂）

2019年
- まけんグミフェス2019（3月21日、新木場・STUDIO COAST）[95]
- LIVE SHOW CASE 2019 〜アイドルの加速器になりたい〜（4月27日、東京・山野ホール）
  - Autumn（11月10日、東京・山野ホール）[96]
- アイドルジェネレーション 2019 ゴールデンウイークSP（5月3日、Zepp Tokyo）
- 運命のキミ フェスティバル（5月25日、OTODAMA SEA STUDIO）
- TIF2019メインステージ争奪LIVE〜前哨戦〜（6月15日、白金高輪SELENE b2）
- サコフェスvol.1.5（6月29日、TwinBox AKIHABARA）[97]
  - vol.2（11月4日、渋谷・duo MUSIC EXCHANGE）[98][99]
- アイドル甲子園 SUMMER FESTIVAL 2019（7月13日、新木場STUDIO COAST）
- TOKYO IDOL FESTIVAL 2019（2019年8月2日 - 4日、お台場・青海周辺）[100]
- 東海アイドル万博2019（8月13日、Zepp Nagoya）[101]

2021年
- リリバリTALK LIVE 「超舌」 Vol.1（2021年6月12日、LOFT HEAVEN） - MC：吉村憲二（ブロードキャスト!!）。
- リリバリTALK LIVE 「超舌」 Vol.2（2021年8月8日、LOFT HEAVEN）

2022年
- リリバリズム～フリーライブ編～（2022年6月19日、恵比寿CreAto）[102]
- 超NATSUZOME 2022（2022年7月3日、幕張海浜公園Gブロック特設会場）
- リリバリTALK LIVE 「超舌」 Vol.3（2022年7月9日、LOFT HEAVEN）
- SPARK2022 in YAMANAKAKO（2022年7月16日・17日、山中湖交流プラザきらら）
- リリバリズム 新曲大公開SP!（2022年7月31日、恵比寿CreAto）[103]
- リリバリズム～2マン編 Vol.1～（2022年7月31日、恵比寿CreAto） - 欲バリセンセーションとのツーマンライブ。[104]
- TOKYO IDOL FESTIVAL 2022（2022年8月5日 - 7日、お台場・青海周辺エリア）[105]
- リリバリズム～2マン編 Vol.2～（2022年9月10日、恵比寿CreAto） - SAIGO NO BANSANとのツーマンライブ。[106]
- リリバリズム～フリーライブ編 Vol.2～（2022年10月1日、恵比寿CreAto）
- Lily of the valley夏目咲莉愛卒業公演」（2022年10月1日、恵比寿CreAto）
- リリバリズム プラス～フリーライブ編～（2022年10月30日、恵比寿CreAto）
- Lily of the valley Halloween Live "リリハロ2022" -めいどのみやげ -（2022年10月30日、恵比寿CreAto）
- リリバリズム～フリーライブ編 Vol.3～（2022年11月12日、恵比寿CreAto）
- リリバリズム～2マン編 Vol.3～（2022年11月12日、恵比寿CreAto） - ルルネージュとのツーマンライブ。[107]
- リリバリズム～フリーライブ編 Vol.4～（2022年12月10日、恵比寿CreAto）
- Lily of the valley沢村りさ卒業公演」（2022年12月10日、恵比寿CreAto）

2023年
- リリバリズム～2マン編 Vol.4～（2023年1月21日、恵比寿CreAto） - 疾走クレヨンとのツーマンライブ。[108]
- リリバリズム～フリーライブ編 Vol.5～（2023年2月25日、恵比寿CreAto） - 新曲『3月33日』大公開SPライブ。
- リリバリズム～フリーライブ編 Vol.6～（2023年3月18日、恵比寿CreAto） -新メンバーお披露目SPライブ。
- リリバリズム～2マン編 Vol.5～（2023年3月18日、恵比寿CreAto） - notallとのツーマンライブ。
- リリバリズム～2マン編 Vol.6～（2023年4月8日、恵比寿CreAto） - フューチャーサイダーとのツーマンライブ。
- リリバリズム～フリーライブ編 Vol.7～（2023年4月8日、恵比寿CreAto） - イースターSPライブ。
- 新メンバーお披露目SPフリーライブ（2023年5月3日、SHIBUYA THE GAME）

## 出演

### テレビ
- 全力アピール〜アダムシアター〜 (2024年3月18日 - 3月21日、TBSテレビ)[109]。

### ラジオ
- @VOICE（2019年3月22日、6月28日、Backstage Café）
- Rock field 897（2021年8月9日、8月16日、InterFM897）
- ラジオのアナ～ラジアナ まな板SHOW・TIME！ Part2（2021年9月21日、NACK5）- 宮丸のみ。

### ネット配信
- 矢口真里の火曜The NIGHT（2021年9月8日[110]、ABEMA）- 尾野寺、宮丸のみ。
- 木曜The NIGHT（2021年9月23日、ABEMA）- 尾野寺、宮丸のみ。

### その他
- 【アイドルマスターシンデレラガールズ 二宮飛鳥×TRAVAS TOKYO】 モデル(2023年)- 尾野寺、星乃のみ[111]。

## 書籍

### 写真集
- 微熱少女デジタル写真集 vol.005 尾野寺みさ（2019年、集英社）- デジタル写真集[112]。

### 雑誌
- Top Yell NEO 2018〜2019（2018年12月28日、竹書房）
- 原宿POP MAGAZINE vol.01（2020年2月7日、原宿POP）
- IDOL FILE Vol.18 BIKINI（2020年8月28日、シンコーミュージック・エンタテイメント）- 宮丸、沢村のみ。
- SPA! 10月6日号（2020年9月29日、扶桑社）- 宮丸のみ。
- IDOL FILE Vol.19 LOLITA&GOTHIC（2020年11月13日、シンコーミュージック・エンタテイメント）- 夏目のみ。
- CDジャーナル2021年春号（2021年3月19日、シーディージャーナル）
- bounce 448号（2021年3月25日、タワーレコード）
- Top Yell NEO 2021 SPRING（2021年3月31日、竹書房）
- 週刊ヤングジャンプNo.18 特大号(2022年3月31日、集英社) - 沢村のみ。
- IDOL FILE Vol.29 Morning Routine（2023年3月10日、シンコーミュージック）[113] - 尾野寺のみ。
- IDOL FILE Vol.32（2024年3月29日、シンコーミュージック）[114] - 尾野寺、姫川のみ。

### ムック本
- 推しが輝く瞬間が撮れる！ アイドル撮影テクニックガイド（2022年9月26日、インプレス）